# Roger Van de Casteele
Roger Albert Van de Casteele (Tournai, 12 luglio 1913 – ...) è stato un pallanuotista francese.
Era un membro della squadra nazionale di pallanuoto maschile della Francia. Ha gareggiato con la squadra alle Olimpiadi estive del 1936 finendo al quarto posto.